# The Amazing Spider-Man (seriál)
The Amazing Spider-Man je americký akční sci-fi televizní seriál natočený na motivy komiksových příběhů o Spider-Manovi vydavatelství Marvel Comics. Premiérově byl vysílán v letech 1977–1979 na stanici CBS, kdy ve dvou řadách vzniklo celkem 13 dílů. Pilotní díl z roku 1977 byl vyroben jako devadesátiminutový televizní film, který byl např. v Evropě promítán i v kinech. Podobně byl v britských, argentinských či novozélandských kinech uváděn v roce 1978 snímek Spider-Man Strikes Back, který je tvořen spojeným druhým a třetím dílem seriálu, a v roce 1981 film Spider-Man: The Dragon's Challenge, jenž je závěrečným devadesátiminutovým dílem seriálu z roku 1979.

## Příběh
Peter Parker je vysokoškolský student a fotoreportér novin Daily Bugle. V laboratoři jej kousne radioaktivní pavouk, díky čemuž získá nadlidské schopnosti podobné těm pavoučím. Díky nim začne bojovat se zločinem.

## Obsazení
- Nicholas Hammond jako Peter Parker / Spider-Man
- David White jako J. Jonah Jameson (pouze v pilotním díle)
- Robert F. Simon jako J. Jonah Jameson (ve zbytku seriálu)
- Chip Fields jako Rita Conway
- Michael Pataki jako kapitán Barbera (1. řada)
- Ellen Bry jako Julie Masters (2. řada)